# S-a furat Arizona
S-a furat Arizona (în engleză Raising Arizona) este un film de comedie din 1987, regizat de frații Coen și avându-i în rolurile principale pe Nicolas Cage, Holly Hunter, William Forsythe, John Goodman, Frances McDormand și Randall "Tex" Cobb. Deși nu a fost un film de succes la momentul premierei, el a obținut în timp statutul de cult. Într-un mod tipic fraților Coen, filmul este plin de simbolism, de gaguri vizuale, personaje neconvenționale, patos, și dialog idiosincratic. Filmul a fost clasat pe locul 31 în lista 100 Years... 100 Laughs a Institutului American de Film și pe locul 45 pe lista "100 Funniest Movies" al canalului TV Bravo.

## Rezumat
Infractorul Herbert I. "Hi" McDunnough (Nicolas Cage) și polițista Edwina "Ed" (Holly Hunter) se întâlnesc după ce ea îl fotografiază pentru dosarul recidivistului. Ajungând de mai multe ori la închisoare, Hi află că logodnicul lui Ed a lăsat-o. El o cere de nevastă după eliberarea sa din închisoare, iar cei doi se căsătoresc. Soții se mută într-o casă mobilă din deșert, iar Hi obține un loc de muncă la un atelier mecanic. Ei doresc să aibă copii, dar Ed descoperă că este infertilă. Din cauza cazierului judiciar al lui Hi, ei nu pot adopta un copil. Cuplul află de nașterea a cinci copii gemeni în familia celebrului magnat din domeniul mobilei Nathan Arizona (Trey Wilson); Hi și Ed îl răpesc pe unul dintre cei cinci copii, despre care cred că este Nathan Junior.
Hi și Ed se întorc acasă și sunt vizitați în curând de prietenii lui Hi din închisoare, Gale și Evelle Snoats (John Goodman și William Forsythe), care tocmai au evadat din închisoare. Sub influența fraților, Hi este tentat să se întoarcă la activitățile sale criminale. Problemele lor se agravează atunci când șeful lui Hi, Glen (Sam McMurray), îi propune acestuia un schimb de soții, iar Hi îl bate. În acea noapte, Hi decide să fure un pachet de scutece pentru copil și fuge pe jos din magazin urmărit de poliție, de casierii înarmați și de o haită de câini. Ed îl scapă în cele din urmă, iar cei doi fug spre casă.
În ziua următoare, la reședința McDunnough, Glen se apropie de Hi și-i dezvăluie faptul că a dedus identitatea lui "Junior", șantajându-l. Gale și Evelle aud această conversație, îl leagă pe Hi și îl iau pe Junior pentru ei-înșiși. Gale și Evelle pleacă să jefuiască o bancă rurală, avându-l cu ei pe Junior. Când Ed vine acasă, îl eliberează pe Hi și cei doi se înarmează și pleacă să-și recupereze copilul. Pe drum, Ed sugerează că ei ar trebui să divorțeze după recuperarea băiatului. Între timp, Nathan Arizona Sr. este abordat de vânătorul de recompense Leonard Smalls (Randall "Tex" Cobb), care se oferă să-i găsească copilul. Nathan Sr. refuză oferta, crezând că Smalls este răpitorul fiului său. Smalls decide să recupereze copilul oricum pentru a-l vinde pe piața neagră. El începe să-i urmărească pe Gale și Evelle și află planurile lor de jefuire a băncii.
Gale și Evelle jefuiesc banca, dar uită să-l ia pe Junior în mașină atunci când fug. Una dintre bombele antifurt cu vopsea ale băncii explodează în sacul cu prada lor, scoțând din circulație mașina și rănindu-i. La bancă, Smalls sosește pentru a-l lua pe Junior chiar înainte a a veni Ed și Hi. Ed apucă copilul și fuge; Hi este capabil să-l oprească pe Smalls pentru un timp, dar în curând este doborât de acesta. Atunci când Smalls îl aruncă pe jos pe Hi și se pregătește să-l omoare, Hi își deschide mâna și arată că a tras cuiul de la o grenadă de mână de pe vesta lui Smalls. Smalls se luptă să scape, dar este aruncat în aer de grenadă.
Hi și Ed îl strecoară înapoi pe Junior în casa lui Arizona și se confruntă cu Nathan Sr. După ce Nathan Sr. află de ce i-au răpit fiul, el înțelege situația dificilă a cuplului și le dă sfaturi. Când Hi și Ed spun că urmează să se despartă, el îi sfătuiește să se mai gândească la acest lucru încă o noapte. Hi și Ed merg la culcare în același pat, iar Hi are un vis despre Gale și Evelle îndreptându-se după întoarcerea în închisoare și Nathan Jr. obținând o minge de fotbal de Crăciun de la "un cuplu amabil care dorește să rămână anonim", devenind mai târziu o vedetă de fotbal. Visul se termină prezentând un cuplu în vârstă, care se bucură de o vizită în vacanță a unui număr mare de copii și nepoți.

## Distribuție
- Nicolas Cage - Herbert "H.I."/"Hi" McDunnough
- Holly Hunter - Edwina "Ed" McDunnough
- Trey Wilson - Nathan Arizona, Sr.
- John Goodman - Gale Snoats
- William Forsythe - Evelle Snoats
- Sam McMurray - Glen
- Frances McDormand - Dot
- Randall 'Tex' Cobb - Leonard Smalls (Motociclistul singuratic al Apocalipsei)
- T.J. Kuhn as Nathan Arizona, Jr.
- Lynne Dumin Kitei - Florence Arizona
- Warren Keith - tânărul agent FBI
- Henry M. Kendrick - bătrânul agent FBI
- Keith Jandacek - Whitey, angajatul de la magazin
- M. Emmet Walsh - Ear-Bender
- Patrick McAreavy - Whitetail Ferguson

Spre deosebire de Blood Simple, personajele din S-a furat Arizona au fost scrise pentru a fi foarte simpatice. Frații Coen au scris partea lui Ed pentru Holly Hunter. Mai mulți copii au trebuit să fie concediați de pe platourile de filmare din cauza faptului că ei făceau primii pași, în loc să se târască. Personajul Leonard Smalls a fost creat atunci când frații Coen au încercat să-și imagineze un "personaj malefic", nu din imaginația lor, ci unul la care personajul Hi s-ar fi gândit. Randall "Tex" Cobb le-a creat dificultăți fraților Coen pe platoul de filmare, Joel notând că "el este mai puțin un actor și mai mult o forță a naturii... Nu știu dacă m-aș mai arunca cu capul înainte și să-l angajez pentru un film viitor."

## Recepție

### Răspuns critic
Recenziile critice ale filmului au foarte amestecate.
Opiniile ulterioare au devenit în general pozitive. Atât revista britanică de film Empire, cât și baza de date de filme Allmovie au dat filmului cinci stele, cel mai înalt rating. Revista olandeză Vrij Nederland a plasat scena de jefuire a băncii din S-a furat Arizona pe locul 2 în lista "Celor mai bune 5 jafuri bancare din istoria filmului", în spatele unei scene de jaf bancar din thriller-ul Heat. În anul 2000, American Film Institute a nominalizat filmul în lista celor mai bune 100 de filme de comedie ale secolului al XX-lea, listă alcătuită de regizori, scenariști, actori, specialiști de montaj, operatori, critici, istorici de film și producători. Filmul a fost clasat pe locul 31 în acea listă.

### Diverse
Filmul a fost prezentat la Festivalul de Film de la Cannes din 1987, în afara competiției.
Situl critic Rotten Tomatoes a raportat că 90% dintre critici au dat filmului o recenzie pozitivă, bazat pe 48 de opinii.